# 于泽勒 (杜省)
于泽勒（法語：Uzelle，法語發音：[yzɛl]）是法国杜省的一个市镇，位于该省北部偏东，属于贝桑松区。

## 地理
于泽勒（47°27'58"N, 6°26'10"E）面积11.75 平方千米，位于法国勃艮第-弗朗什-孔泰大區杜省，该省份为法国东部内陆省份，北起上索恩省，西接汝拉省，东部及东南部与瑞士接壤，东北部与贝尔福地区省接壤。
与于泽勒接壤的市镇（或旧市镇、城区）包括：屈布里、阿布南、布尔努瓦、丰特内尔蒙特比、贡德南-蒙比、南镇。
于泽勒的时区为UTC+01:00、UTC+02:00（夏令时）。

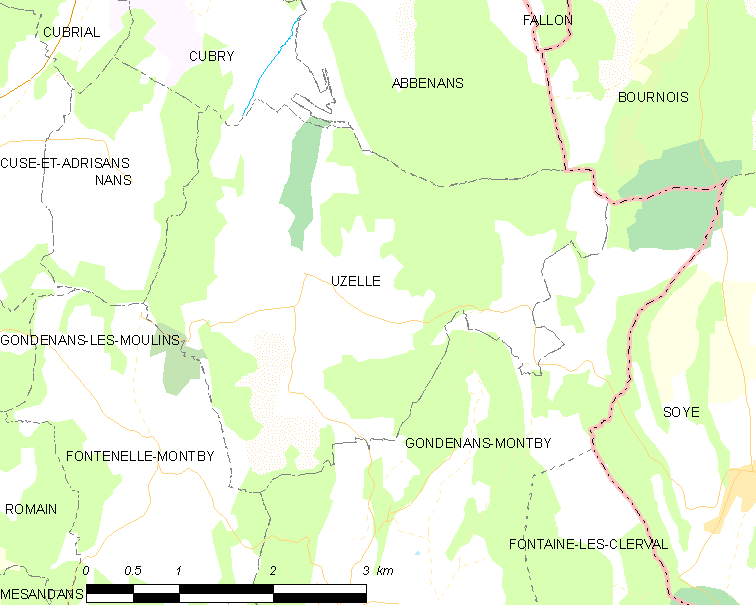
于泽勒的OSM定位图

## 行政
于泽勒的邮政编码为25340，INSEE市镇编码为25574。

## 政治
于泽勒所属的省级选区为博姆莱达姆县。

## 交通
杜省省道D29线和D116线在境内交汇。

## 人口

1962-2008年间于泽勒人口变化图示

于泽勒于2022年1月1日时的人口数量为187人。